# Line Haugsted
Line Haugsted, född 11 november 1994 i Skive, är en dansk handbollsspelare som spelar för Team Esbjerg och det danska damlandslaget i handboll.  Hon gick med i klubben 2024. Hon har tidigare spelat för Skive fH,  Odense Håndbold, Viborg HK och Győri ETO KC.

## Karriär

### Klubblag
Hon började spela handboll som 10-åring i Skive fH. 2010 flyttade hon till FC Midtjylland Håndbold, med vars U18-lag hon vann det danska ungdomsmästerskapet 2012. Sommaren 2012 återvände hon till sin moderklubb Skive fH. Efter tre säsonger i klubben gick hon på ett treårskontrakt till Odense Håndbold.  Efter att bara spelat ett år i klubben, då hon vann Odenses skytteliga med 57 mål, flyttade hon till dåvarande toppklubben Viborg HK. Hon spelade för Viborg HK under sex säsonger. I maj 2021 vann hon en silvermedalj i danska mästerskapet för första gången med Viborg HK i damehåndboldligaen. 2022 till 2024 spelade hon på ett tvåårskontrakt för den ungerska storklubben Győri Audi ETO KC. Med Győri vann hon det ungerska mästerskapet 2023 och EHF Champions League 2024 Efter åren i Ungern återvände hon till dansk handboll när hon skrev på ett fyra års kontrakt med Team Esbjerg 2024.

### Landslag
Haugsted har spelat för de danska ungdomslandslagen. Främsta meriten under ungdomsåren var guldet vid U18-VM 2012. Säsongen 2012/2013 utsågs hon till Årets kvinnliga talang i Danmark. Haugsted gjorde sin officiella landslagsdebut den 28 november 2014 mot Norge.  Hon gjorde sin mästerskapsdebut vid EM i handboll 2016 i Sverige.  Hon utsågs till turneringens bästa försvarare vid handbolls-EM i Danmark 2020.  Hon var med och vann bronsmedaljer med Danmark vid damhandbolls-VM 2021 i Spanien, där Haugsted var en av landslagets stora profiler under mästerskapet.  Hon var den försvarare som blockerade flest skott totalt 19 blockeringar. Hon har sedan vunnit brons vid VM 2023 och sedan även tagit brons vid Paris-OS 2024.

## Klubblagsmeriter
- Ungerska ligan 2023
- EHF Champions League 2024
- EHF European League 2022

## Individuella utmärkelser
- Bästa försvarare vid handbolls-EM: 2020[8]
- EHF Excellence Awards 2024 urtvald som bästa försvarare under säsongen.